# Only Built 4 Cuban Linx...
| Críticas profissionais | Críticas profissionais |
| Avaliações da crítica  | Avaliações da crítica  |
| Fonte                  | Avaliação              |
| ---------------------- | ---------------------- |
| Allmusic               | [ 1 ]                  |
| Robert Christgau       | A−                     |
| Entertainment Weekly   | A−                     |
| Los Angeles Times      | [ 4 ]                  |
| NME                    | 8/10                   |
| Richmond Times         | [ 6 ]                  |
| Rolling Stone          | [ 7 ]                  |
| The Source             | [ 8 ]                  |
| Spin                   | 8/10                   |
| Vibe                   | favorável              |

Only Built 4 Cuban Linx... é o álbum solo de estreia do rapper americano e membro do Wu-Tang Clan Raekwon, lançado em 1 de Agosto de 1995, pela Loud Records nos Estados Unidos. O álbum foi vagamente composto para tocar como se fosse um filme com Raekwon sendo a "estrela", o outro membro do Wu-Tang Clan Ghostface Killah sendo a "estrela convidada", e o produtor RZA sendo o "diretor". Apresenta aparições de todos os membros do Wu-Tang Clan, assim como os afliliados Cappadonna, e Blue Raspberry. Também apresenta uma aclamada aparição do rapper Nas, que marcou a primeira colaboração com um artista não-afiliado do Wu-Tang.
Desde seu lançamento, Only Built 4 Cuban Linx... estreou na quarta posição da parada Billboard 200, e número dois da parada Top R&B/Hip-Hop Albums, enquanto vendeu 130,000 cópias em sua semana de lançamento. O álbum foi certificado como disco de ouro pela Recording Industry Association of America (RIAA) em 2 de Outubro de 1995, e de acordo com a Nielsen Soundscan, vendeu mais de 1.1 milhão de cópias somente nos Estados Unidos. Apesar de não ter alcançado o sucesso em vendas inicial de outros álbuns solo do Wu-Tang, Cuban Linx conseguiu grande elogio da crítica, com muitos elogiando seu lirismo cinemático e produção.
Only Built 4 Cuban Linx... tem aumentado sua aclamação pelos críticos de música e escritores através dos anos, já que muitos o tem considerado um dos melhores álbuns de hip hop de todos os tempos. Com ênfase na máfia americana e no crime organizado, o álbum é considerado um pioneiro do gênero mafioso rap. Tem sido estimado como sendo altamente efetivo na música hip hop através da década seguinte, sendo referenciado em álbuns como Do or Die, Reasonable Doubt, It Was Written e Life After Death.

## Lista de faixas
Todas as canções produzidas por RZA.
| #  | Título                            | Cantor(es) | Samples | Duração | Gravado |
| -- | --------------------------------- | --- | --- | ------- | ------- |
| 1  | "Striving for Perfection"         | - Raekwon, Ghostface Killah | - Score from The Killer de Lowell Lo | 1:43    | 1995    |
| 2  | "Knuckleheadz"                    | - First verse: Raekwon - Second verse: Ghostface Killah - Third verse: U-God | - "Get Up & Get Down" de The Dramatics | 4:03    | 1995    |
| 3  | "Knowledge God"                   | - Raekwon | | 4:24    | 1995    |
| 4  | "Criminology"                     | - First verse: Ghostface Killah - Second verse: Raekwon | - "I Keep Asking You Questions" de Black Ivory - "Why Marry" de The Sweet Inspirations - Dialogue from Scarface                                                         | 3:47    | 1994    |
| 5  | "Incarcerated Scarfaces"          | - Raekwon | - Dialogue and score from The Killer - "You're Getting Too Smart" de Detroit Emeralds - "Wang Dang Doodle" de Koko Taylor                                               | 4:42    | 1995    |
| 6  | "Rainy Dayz"                      | - Chorus: Blue Raspberry - First verse: Ghostface Killah - Second verse: Raekwon                                                                                                | - "Ain't No Sunshine" de Michael Jackson - "No More Tears (Enough Is Enough)" de Barbra Streisand & Donna Summer - Dialogue and score from The Killer                   | 6:02    | 1994    |
| 7  | "Guillotine (Swordz)"             | - First verse: Inspectah Deck - Second verse: Ghostface Killah - Third verse: Raekwon - Fourth verse: GZA                                                                       | - Dialogue from Shaolin Vs Lama - "Tical" de Method Man | 4:22    | 1994    |
| 8  | "Can It Be All So Simple (Remix)" | - Chorus: Raekwon, Ghostface Killah - First verse: Ghostface Killah - Second verse: Raekwon                                                                                     | - "The Way We Were (Try to Remember)" de Gladys Knight & the Pips | 5:38    | 1994    |
| 9  | "Shark Niggas (Biters)"           | - Raekwon, Ghostface Killah | | 1:38    | 1995    |
| 10 | "Ice Water"                       | - First verse: Ghostface Killah - Second verse: Cappadonna - Third verse: Raekwon                                                                                               | - "Where Do We Go From Here" de Delores Hall - "White Christmas" de Bing Crosby                                                                                         | 3:38    | 1995    |
| 11 | "Glaciers of Ice"                 | - Chorus: Raekwon, Ghostface Killah - Backing vocals: Blue Raspberry, 60 Second Assassin - First verse: Raekwon - Second verse: Masta Killa - Third verse: Ghostface Killah     | - "Bless Ya Life" de KGB (Klik Ga Bow) - "Children, Don't Get Weary" de Booker T. & the MG's - "Guillotine (Swordz)" de Raekwon                                         | 5:20    | 1995    |
| 12 | "Verbal Intercourse"              | - Intro: Raekwon, Ghostface Killah, Nas - First verse: Nas - Second verse: Raekwon - Third verse: Ghostface Killah - Outro: Raekwon, Ghostface Killah                           | - "If You Think It (You May As Well Do It)" de The Emotions | 3:31    | 1995    |
| 13 | "Wisdom Body"                     | - Ghostface Killah | - Dialogue from The Mack | 2:38    | 1994    |
| 14 | "Spot Rusherz"                    | - Intro: Raekwon, Ghostface Killah - Verses: Raekwon | - "St. Ides Commercial" by Wu-Tang Clan - Dialogue from Carlito's Way                                                                                                   | 3:13    | 1995    |
| 15 | "Ice Cream"                       | - Intro/chorus/outro: Method Man - First verse: Ghostface Killah - Second verse: Raekwon - Third verse: Cappadonna                                                              | - "Ice Cream Man (rare demo)" de Method Man - "A Time For Love" de Earl Klugh - "Please Uncle Sam (Send Back My Man)" de The Charmels - "Ice Cream Man" de Eddie Murphy | 4:13    | 1995    |
| 16 | "Wu-Gambinos"                     | - Intro: Raekwon, Ghostface Killah, Method Man - First verse: Method Man - Second verse: Raekwon - Third verse: RZA - Fourth verse: Masta Killa - Fifth verse: Ghostface Killah | - Dialogue from The Killer | 5:39    | 1994    |
| 17 | "Heaven & Hell"                   | - Raekwon, Ghostface Killah - Backing vocals: Blue Raspberry | - "Could I Be Falling in Love?" de Syl Johnson | 4:56    | 1994    |
| 18 | "North Star (Jewels)"             | - Raekwon, Popa Wu - Backing vocals: Ol' Dirty Bastard | - "Mellow Mood Part One" de Barry White | 3:58    | 1995    |

## Paradas musicais

### Álbum
| Ano  | Posições nas paradas | Posições nas paradas   | Posições nas paradas |
| Ano  | Billboard 200        | Top R&B/Hip-Hop Albums |                      |
| 1995 | #4                   | #2                     |                      |

### Singles
| Ano  | Canção          | Posições nas paradas | Posições nas paradas             | Posições nas paradas | Posições nas paradas               |
| Ano  | Canção          | Billboard Hot 100    | Hot R&B/Hip-Hop Singles & Tracks | Hot Rap Singles      | Hot Dance Music/Maxi-Singles Sales |
| 1994 | "Heaven & Hell" | —                    | —                                | #32                  | #34                                |
| 1995 | "Heaven & Hell" | —                    | —                                | #21                  | —                                  |
| 1995 | "Criminology"   | #43                  | #32                              | #5                   | #2                                 |
| 1995 | "Ice Cream"     | #37                  | #37                              | #5                   | —                                  |